# 전기현의 씨네뮤직
《전기현의 씨네뮤직》은 OBS경인TV에서 매주 토요일 오후 9시 5분에 방송 중인 영화 음악 프로그램이다.

## 방송 시간
| 방송 채널 | 방송 기간                          | 방송 시간                            |
| --------- | ---------------------------------- | ------------------------------------ |
| OBS경인TV | 2011년 7월 8일 ~ 2011년 9월 30일   | 매주 금요일 밤 11시 ~ 12시           |
| OBS경인TV | 2011년 10월 8일 ~ 2012년 4월 21일  | 매주 토요일 밤 10시 15분 ~ 11시 15분 |
| OBS경인TV | 2012년 10월 27일 ~ 2013년 4월 13일 | 매주 토요일 밤 10시 15분 ~ 11시 15분 |
| OBS경인TV | 2012년 4월 28일 ~ 2012년 10월 20일 | 매주 토요일 밤 10시 25분 ~ 11시 25분 |
| OBS경인TV | 2013년 4월 21일 ~ 2013년 10월 13일 | 매주 일요일 밤 12시 15분 ~ 1시 15분  |
| OBS경인TV | 2013년 10월 20일                   | 일요일 밤 11시 50분 ~ 12시 50분      |
| OBS경인TV | 2013년 10월 27일                   | 일요일 밤 12시 10분 ~ 1시 10분       |
| OBS경인TV | 2013년 11월 2일 ~ 2014년 7월 5일   | 매주 토요일 밤 9시 15분 ~ 10시 15분  |
| OBS경인TV | 2014년 7월 12일 ~ 2015년 9월 12일  | 매주 토요일 밤 9시 10분 ~ 10시 10분  |
| OBS경인TV | 2016년 4월 30일 ~ 2019년 10월 26일 | 매주 토요일 밤 9시 10분 ~ 10시 10분  |
| OBS경인TV | 2015년 9월 19일 ~ 2016년 4월 23일  | 매주 토요일 밤 9시 5분 ~ 10시 5분    |
| OBS경인TV | 2024년 5월 4일 ~ 현재              | 매주 토요일 밤 9시 5분 ~ 10시 5분    |
| OBS경인TV | 2019년 11월 2일 ~ 2022년 12월 31일 | 매주 토요일 밤 8시 55분 ~ 9시 55분   |

## 코너
- 씨네레터